# Pusillina
Pusillina is een geslacht van weekdieren uit de klasse van de Gastropoda (slakken).

## Soorten
- Pusillina africana (Thiele, 1925)
- Pusillina amblia (Watson, 1886)
- Pusillina amica (Thiele, 1925)
- Pusillina angulata (Hedley, 1907)
- Pusillina aquensis Lozouet, 2015 †
- Pusillina aupouria (Powell, 1937)
- Pusillina averni Ponder & Worsfold, 1994
- Pusillina benzi (Aradas & Maggiore, 1844)
- Pusillina buccella (Marwick, 1931) †
- Pusillina chemnitzia (Laws, 1948) †
- Pusillina crassicosta (Powell, 1955)
- Pusillina denseclathrata (Thiele, 1925)
- Pusillina discrepans (Tate & May, 1900)
- Pusillina ehrenbergi (Philippi, 1844)
- Pusillina finlayi (Powell, 1937)
- Pusillina fuscapex Gofas, 2007
- Pusillina gilva (Turton, 1932)
- Pusillina grateloupi (Vergneau-Saubade, 1968) †
- Pusillina hamiltoni (Suter, 1898)
- Pusillina harpa (A. E. Verrill, 1880)
- Pusillina harpula Gofas, 2007
- Pusillina hertzogi (Thiele, 1925)
- Pusillina huttoni (Suter, 1898)
- Pusillina imitator (Thiele, 1925)
- Pusillina inconspicua (Alder, 1844)
- Pusillina infecta (Suter, 1908)
- Pusillina latiambita (Ponder, 1967)
- Pusillina lavallei Seguenza, 1903 †
- Pusillina lineolata (Michaud, 1830)
- Pusillina marginata (Michaud, 1830)
- Pusillina marmorata (Hedley, 1907)
- Pusillina marshalli (Grant-Mackie & Chapman-Smith, 1971) †
- Pusillina mediolaevis (Cotton, 1944)
- Pusillina metivieri Bouchet & Warén, 1993
- Pusillina minialba Segers, Swinnen & De Prins, 2009
- Pusillina minuscula (Powell, 1955)
- Pusillina mobilicosta (Ponder, 1967)
- Pusillina munda (Monterosato, 1884)
- Pusillina oamarutica (Finlay, 1924) †
- Pusillina obscura (Philippi, 1844)
- Pusillina occulta (Thiele, 1925)
- Pusillina onerata (Laws, 1939) †
- Pusillina otagoensis (Dell, 1956)
- Pusillina pellucida (Powell, 1937)
- Pusillina philippi (Aradas & Maggiore, 1844)
- Pusillina plicosa (E. A. Smith, 1875)
- Pusillina praeda (Hedley, 1908)
- Pusillina profundior (Hedley, 1907)
- Pusillina protocarinata Lozouet, 2015 †
- Pusillina radiata (Philippi, 1836)
- Pusillina relativa (Laseron, 1956)
- Pusillina sarsii (Lovén, 1846)
- Pusillina semireticulata (Murdoch & Suter, 1906)
- Pusillina sinuastoma (Ponder, 1967)
- Pusillina sodalis (Laws, 1939) †
- Pusillina subsuturalis (Dell, 1956)
- Pusillina sufflava Cecalupo & Perugia, 2009
- Pusillina tenuisculpta (Laws, 1950) †
- Pusillina testudae (Verduin, 1979)
- Pusillina wallacei (W. R. B. Oliver, 1915)